# Les Films de la Perrine
Les Films de la Perrine est une société de production française fondée en 1992.

## Les productions et coproductions

### Spécial TV d'animation
- 1997 : Joyeux Noël Petit Moonky !
- 2005 : Milo et le mystère de l'arbre jaune

### Séries d'animation
- 1992 : Sharky et Georges - Saison 2
- 1995 : Les Tribulations du cabotin
- 1997 : SOS bout du monde
- 1999 : Les Enquêtes de Prudence Petitpas
- 2001 : Wombat City
- 2002 : Milo
- 2003 : Wombat City Saison 2
- 2004 : Les Enquêtes de Prudence Petitpas Saison 2
- 2005 : Blanche
- 2009 : Les Chumballs
- 2010 : Rudolf
- 2016 : Inui
- 2018 : Anatane et les enfants d'Okura

### Documentaires
- 2007 : Citizen Lambert : Jeanne d'Architecture

## Sources
- « Les Films de la Perrine vers le long métrage », Stratégies Magazine,‎ 9 mai 1998 (lire en ligne)
- « Rapprochement entre Millimages et les Films de La Perrine », Le Film Français,‎ 8 septembre 2009 (lire en ligne)